# برکه شماره ۲ درگهان
برکه شماره ۲ درگهان مربوط به اواخر دوره قاجار - دوره پهلوی اول است و در شهرستان قشم، بخش مرکزی، روستای درگهان واقع شده و این اثر در تاریخ ۱۲ بهمن ۱۳۸۱ با شمارهٔ ثبت ۷۲۷۴ به‌عنوان یکی از آثار ملی ایران به ثبت رسیده است.